# Arte serba
L'arte serba vanta una tradizione di quasi due millenni.

## Storia
L'arrivo dei Romani nel I secolo introdusse, in una cultura ancora primitiva, elementi artistici legati alla tradizione classica ed una più raffinata sensibilità artistica.
Lo sviluppo delle città tra cui Sirmium (Sremska Mitrovica), Singidunum (Belgrado) e Naissus et Mediana (Nis) portò alla creazione di una società complessa al cui interno una classe di ricchi mercanti si circondava di oggetti preziosi e di ricercati dettagli architettonici.
Nonostante il gusto rispecchiasse i canoni estetici classici in voga nella capitale, si assistette ad una originale contaminazione tra forme di artigianato autoctono e gusto imperiale.
La crescita delle città, inoltre, seguì il solito schema urbanistico romano incentrato sulla dualità del Cardo e Decumano e poderose mura ne segnavano i confini.
Oltre al retaggio della cultura classica romana, di importante interesse storico e artistico, grande importanza riveste la costruzione tra il XII e il XV secolo dei monasteri serbo-ortodossi che da sempre costituiscono il fulcro della vita religiosa, culturale e artistica della Serbia.
La definizione generale di monastero serbo nasconde in realtà tre diverse scuole artistiche differenti per canoni architettonici ed espressioni figurative.
La più classica e più antica è la scuola della Raska, le cui opere sono concentrate nella Serbia Centrale e sono caratterizzate da facciate di marmo riccamente decorate, da nartece e navata unica dominata da una cupola centrale.
Degne di interesse sono le influenze romaniche che si notano soprattutto nelle decorazioni floreali che arricchiscono i portali, mentre negli affreschi si evidenzia la scuola pittorica di derivazione greca.
Per l'originalità delle decorazioni, la raffinatezza artistica e la delicata sintesi tra romanico e mondo bizantino spicca la chiesa di Studenica, ma anche di Mileseva, di Moraca e di Peć tutte del XIII secolo.
D'influenza più strettamente bizantina è la scuola meridionale, le cui opere sono presenti nella regione del Kosovo e nell'attuale stato di Macedonia, e storicamente si diffuse tra il XIII e il XIV secolo.
Lo schema architettonico è più semplice: l'esterno si presenta variopinto e scandito da pietra tagliata in modo regolare e mattoni, l'interno è anticipato da un grande nartece che sconfina nell'interno a unica navata di solito sormontata da cinque cupole.
Il modello più significativo è rappresentato dalle chiese di Gračanica e di Decani.
Qui l'apparato iconografico risente molto dell'influsso bizantino in quanto si presenta più didascalico: solitamente erano raffigurate le vite dei santi, panorami mitologici e le scene più familiari del Vangelo.

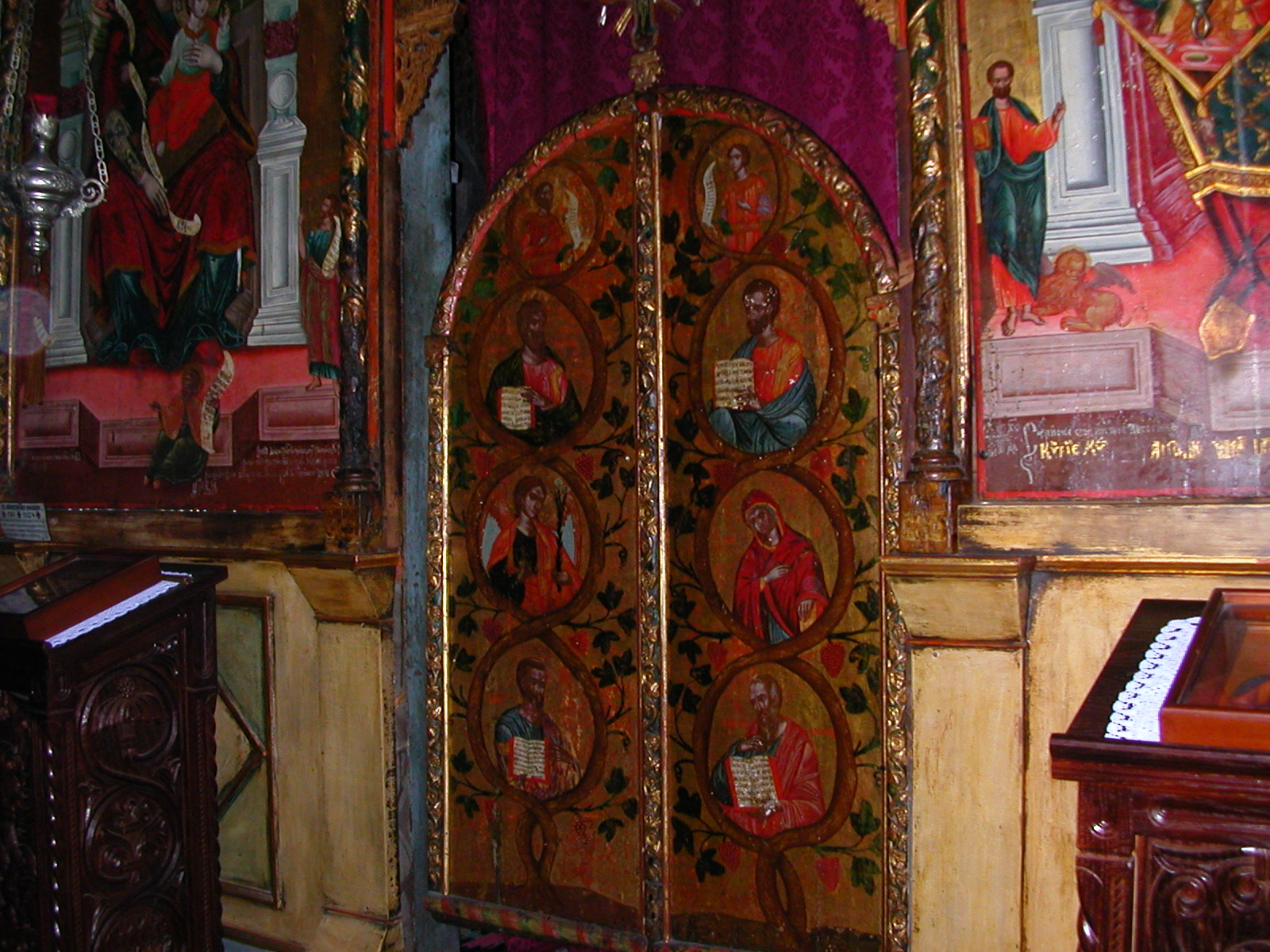
Interno del Patriarcato di Peć

Cronologicamente più tarda è la terza scuola che si inserisce tra la metà del XIV e il XV secolo e geograficamente si posiziona nella Serbia settentrionale (per questa ragione viene comunemente riconosciuta come scuola morava).
Nonostante le vicinanze artistiche con la scuola meridionale, si differenzia nell'esterno per l'abbondanza di bassorilievi e decorazioni e per le proporzioni dei complessi religiosi, in genere più alti ed imponenti.
La scuola morava raggiunse nella chiesa di Ravanica il punto più alto.
Ultimo atto di una grandezza artistica che stava lentamente soffocando sotto il giogo dell'Impero ottomano fu la realizzazione dei complessi monastici della Fruska Gora, realizzati tra il XVI e il XVII secolo, in cui primeggia per eleganza il monastero di Krusedol.
In pochi decenni i conquistatori ottomani soggiogarono le terre serbe e alla spiritualità e alla fede ortodossa si sovrappose la nuova religione del conquistatore, con tutto il suo carico artistico, culturale ed architettonico.
Generalmente in Serbia, al contrario della vicina Bosnia, l'elemento architettonico eredità della dominazione ottomana è stato distrutto ed eliminato alla fine del XIX secolo, quando la Serbia raggiunse la piena indipendenza e una folta schiera di urbanisti e architetti cominciarono a lavorare per conferire al paese un volto mitteleuropeo e non più legato all'oriente.
Tra le poche moschee sopravvissute, oltre a quella di Novi Pazar nel Sangiaccato, si trova la moschea Bajrakli a Belgrado costruita tra il 1660 e 1688 e lontana dal punto di vista architettonico dal periodo più felice dell'arte islamica nei Balcani.
La fuga di migliaia di famiglie di Serbi a nord del Danubio verso i confini più sicuri dell'Impero asburgico creò un'originale mescolanza di stili.
Al barocco carico di stampo mitteleuropeo si affiancava una personale interpretazione dello stile classico serbo-ortodosso che raggiunse la sua maturazione artistica più elevata e convincente nella preziosa iconostasi di Dimitrije Bacevic del 1762 custodita nella Chiesa di San Nicola a Zemun.
L'Ottocento si aprì con la prima sollevazione serba e con le idee romantiche che lentamente s'infiltravano nell'impero ottomano ormai in fase di declino. Ma solo alla fine del XIX secolo, quando la Serbia si liberò definitivamente dalla dominazione turca, s'imposero i primi pittori serbi che nelle loro opere si ispirarono alla retorica patriottica nazionale come Paja Jovanović nel quadro "La grande migrazione sotto Arsenije III Carnjevic" del 1896 che, nella plasticità delle figure e nella direzione della luce, vagamente ricorda Il Quarto Stato di Giuseppe Pellizza da Volpedo.
Per quanto riguarda l'arte a Belgrado si seguivano le mode in voga nelle altre capitali europee e il neorinascimento e il neoclassicismo venivano interpretati in un originale e discreta chiave serba da diversi architetti come Aleksandar Bulgarski che nel 1869 firmò il progetto per il Teatro Nazionale e Kostantin Jovanovic che nel 1889 costruì la sede della Banca Nazionale.
L'Impressionismo contagiò anche la Serbia benché fossero chiaramente visibili le influenze di Parigi, Vienna e Monaco.
In Serbia gli interpreti più originali furono Kosta Milicevic, che giocò abilmente con il chiaroscuro e la profondità dei paesaggi ritratti come nell'onirico "Pogled na Beogradu" (Sguardo su Belgrado) e Milan Milovanović le cui tele si distinguono per una calda luce mediterranea.
Le influenze nella pittura d'Oltralpe si tradussero anche nell'urbanistica portando Josimovic a ridisegnare, secondo i dettami del parigino Haussmann, il volto di Belgrado abbattendo tutti quei quartieri che potessero in qualche modo ricordare la dominazione turca. Il Novecento regalò le prime architetture Sezession a cui i ricchi mercanti serbi e belgradesi non potevano resistere. Vennero così disegnati i più interessanti edifici del primo decennio del XX secolo tra cui spicca per la finezza delle linee e delle proporzioni l'edificio commerciale di Viktor Azriel sulla Kralja Petra Ulica e l'Hotel Moskva del 1906 di Jovan Ilkic. Inoltre, nel XX secolo, importante esponente dell'impressionismo e del movimento artistico fauves fu la pittrice Nadežda Petrović (1873-1915).
La nuova Monarchia dei Serbi, Croati, Sloveni, dopo le distruzioni della prima guerra mondiale, ridette slancio alle costruzioni ispirando un'architettura razionalista che fondeva nella sua basica semplicità elementi di sobrio modernismo ed elegante compostezza in cui si esprimeva un'architettura di frontiera che coniugava le istanze della modernità industriale con la tradizione serba più autentica.
A Belgrado, nella veste di nuova capitale di un Paese che allargava i suoi confini dalla Grecia all'Italia, si aprirono numerosi cantieri di edilizia pubblica e privata. Tra i più importanti la Casa dell'Esercito, costruita e completata nei primi anni trenta da Zivko Piperski e Jovan Jovanovic, l'Ambasciata francese, il severo edificio della Posta Centrale del 1938 di Josip Picman e l'avveniristico, per quegli anni, palazzo Albanija finito poco prima dello scoppio della seconda guerra mondiale.
Sempre negli anni trenta sotto l'influsso de L'Ecole de Paris si formò, forse, la più rappresentativa generazione di artisti serbi tra cui Ivan Tabakovic che nelle sue opere seppe fondere modernismo, ricerca del colore, elementi surreali e lucida ironia come nel suo quadro Okupator (L'occupante) del 1975, e Marko Celebonovic più legato ai canoni classici della forma.
L'instaurazione, dopo la seconda guerra mondiale, del nuovo regime politico influenzò le scelte artistiche ed urbanistiche della Repubblica Socialista Federale di Jugoslavia (di cui la Serbia era ormai parte integrante) in cui il Partito divenne l'unico grande committente di grandiose opere pubbliche e unico regista nella pianificazione degli spazi commerciali, abitativi e delle aree ricreative.
La fondazione e la programmazione urbanistica della città satellite di Novi Beograd sono un chiaro esempio del realismo socialista in cui l'esigenza di appartamenti funzionali ed economici conviveva con la tensione artistica dei moderni dettami architettonici codificati da Le Corbusier.
Gli artisti delle arti figurative parteciparono ai più importanti movimenti d'avanguardia internazionale dove si distinse l'opera di Petar Lubarda, originario del Montenegro, ma cresciuto artisticamente a Belgrado dove anche si spense.
Lubarda, nella sua opera, si è contraddistinto per una graduale scomposizione delle forme, della materia e del colore che lo portò dal dipinto "Iz starog Beograda-Dorcol" (Dalla vecchia Belgrado-Dorcol) del 1937 in cui la ricerca del dettaglio e il realismo della composizione sono palpabili al "Kosovski Boj" (Battaglia di Kosovo) del 1953.
Qui la composizione diventa corale e gli attori sono un'umanità indefinita che lotta e combatte ricordando il dipinto Guernica di Pablo Picasso, ma con una personale interpretazione del colore.

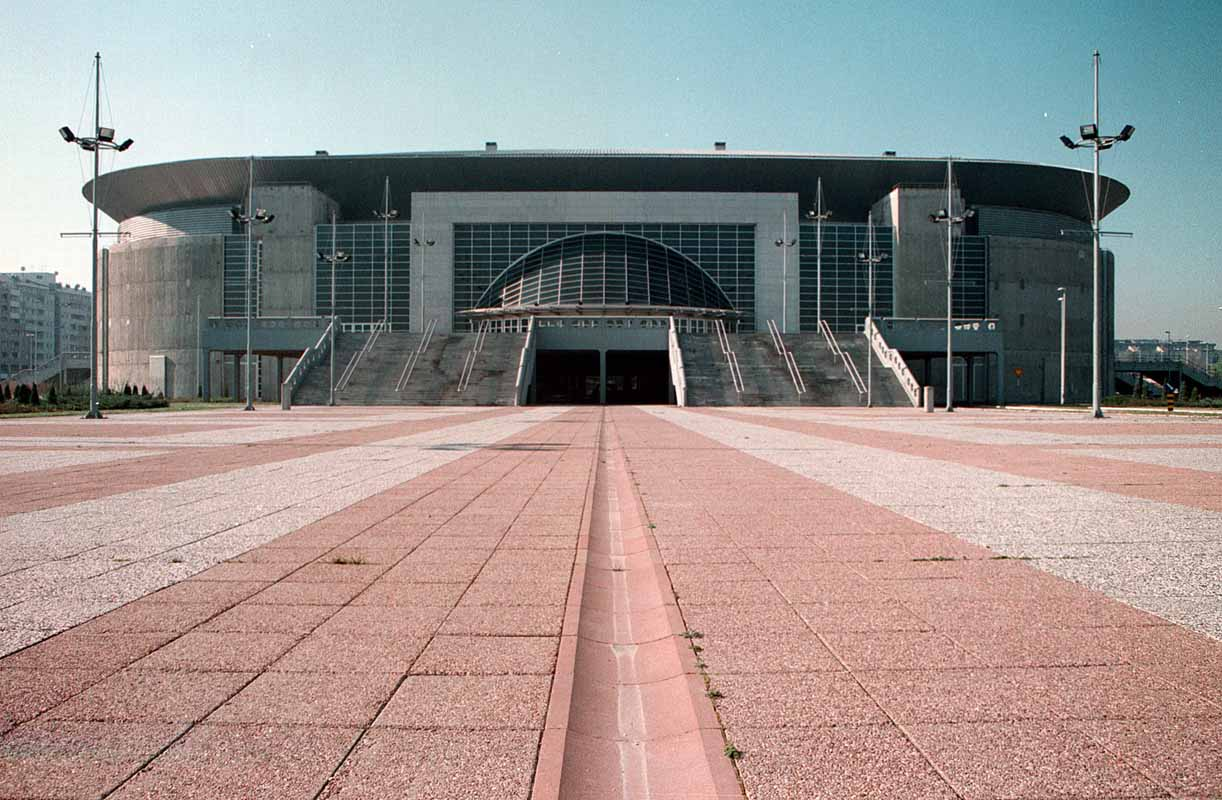
Arena di Belgrado

Per quanto riguarda l'architettura esce dai rigidi canoni il palazzo sede dell'ex Stato Maggiore. L'architetto Nikola Dobrovic ebbe l'intuito di interpretare personalmente il volume degli spazi e delle proporzioni coniugandolo con le rigide richieste della retorica del regime che voleva che l'edificio ricordasse le profonde gole della Sutjeska.
Di carattere opposto il palazzo del Consiglio Esecutivo Federale a Novi Beograd in cui la severa impostazione di stampo stalinista ha conferito al monumentale complesso una pesantezza fuori misura.
La caduta di Slobodan Milošević e la conseguente apertura della Serbia agli investimenti stranieri hanno portato all'inaugurazione di nuovi cantieri e al completamento di importanti opere pubbliche tra cui la "Beogradska Arena", il simbolo della rinascita culturale e sociale del Paese. La "Beogradska Arena" uno dei più grandi palazzi dello sport coperti in Europa, capace di ospitare più di 20.000 persone, fu progettata nel 1991 dall'architetto Vlada Slavica, ma la disgregazione della SFRJ, la crisi economica e l'embargo fermarono i lavori nel 1995.
La fine del regime ridiede slancio al progetto e già nel 2005 ospitò i Campionati europei maschili di pallacanestro.
L'inizio del XXI secolo, con giovani artisti come Jovanka Stanojević o Simonida Rajčević, segna una predominanza di un'arte figurativa legata al realismo - un realismo «dove tutto è reale e niente e reale» - che considera l'epoca contemporanea bisognosa di un ritorno a ciò che è vero e concreto, e allo stesso tempo sociale ed esistenziale.